# St. Agnes Place
St. Agnes Place je bila ulica u Kenningtonu, okruga u Južnom Londonu. Poznata je kao mjesto u kojem su se naselili squatteri, koji su se uspjeli oduprijeti prisilnom iseljenju više od trideset godina. Od poznatih osoba, ondje je neko vrijeme živio poznati reggae glazbenik Bob Marley. Njegov je boravak utjecao na tu ulicu, tako da se u toj ulici mogao slušati rastafarijanski radio i neometano se konzumiralo droge (pušenje marihunane).

## Povijest
Squatteri su se prvi put uselili u ovu ulicu punu napuštenih i ruševnih objekata 1969. godine, iste godine kad su ju gradske vlasti odredile rušiti. Squatteri su obnovili te zapuštene ruševne zgrade.
1977. vlasti pokušavaju prisilno iseliti squatteri. Pri tome su srušili mnoštvo zgrada a većinu oštetili. Ipak, vlasti su odustali od prisilnog iseljavanja squattera. Nakon toga su ih stanari opet obnovili.
Neki od zajedničkih projekata St Agnes Plejsa s bili:
- udomljavanje beskućnika
- squatterski samoupravni socijalni centar
- slobodne žurke
- rastafarijanska zajednica (trećina ulice bili su rastafarijanci)[1]
- prostor za glazbenik, piratske radijske postaje i umjetnike

St Agnes Place je mjesto odgovorno za proizvodnju glazbe i odašiljanja Wireless FM i piratske radijske postaje Rasta FM, u kojoj je listopada 2005. godine raciju napravio Ofcom .
Bob Marley je ondje boravio u nekoliko navrata tijekom '70-ih. U toj se ulici nalazila rastafarijanska zajednica sa svim vjerskim i društvenim građevinama.
Jedan je stanovnik rekao: To je izraslo u jedinstvenu zajednicu u Londonu. Mogao si slobodno ući u susjedovu kuću. Ljudi su se osjećali sigurno. Nije bilo razbojstava ovdje. Smatram da društvo može mnogo toga naučiti iz primjera ove ulice."
Studenoga 2005. gradske vlasti su uspjele dobiti sudski nalog za prisilno iseljenje stanara dvadeset i jedne građevine. Iseljavanje je bilo 29. studenoga 2005. godine. Nije išlo uobičajenim putem: izvršilo ga se masovno a izvršitelj je bila postrojba od dvjestotinjak specijalnih policajaca. 

## Vanjske poveznice
- St. Agnes Place - službene stranice
- Indymedia St. Agnes Place
- Guardian Rasta squatters brace for new eviction battle* BBC News 'Oldest squat' residents evicted